# Trânsito de Mercúrio

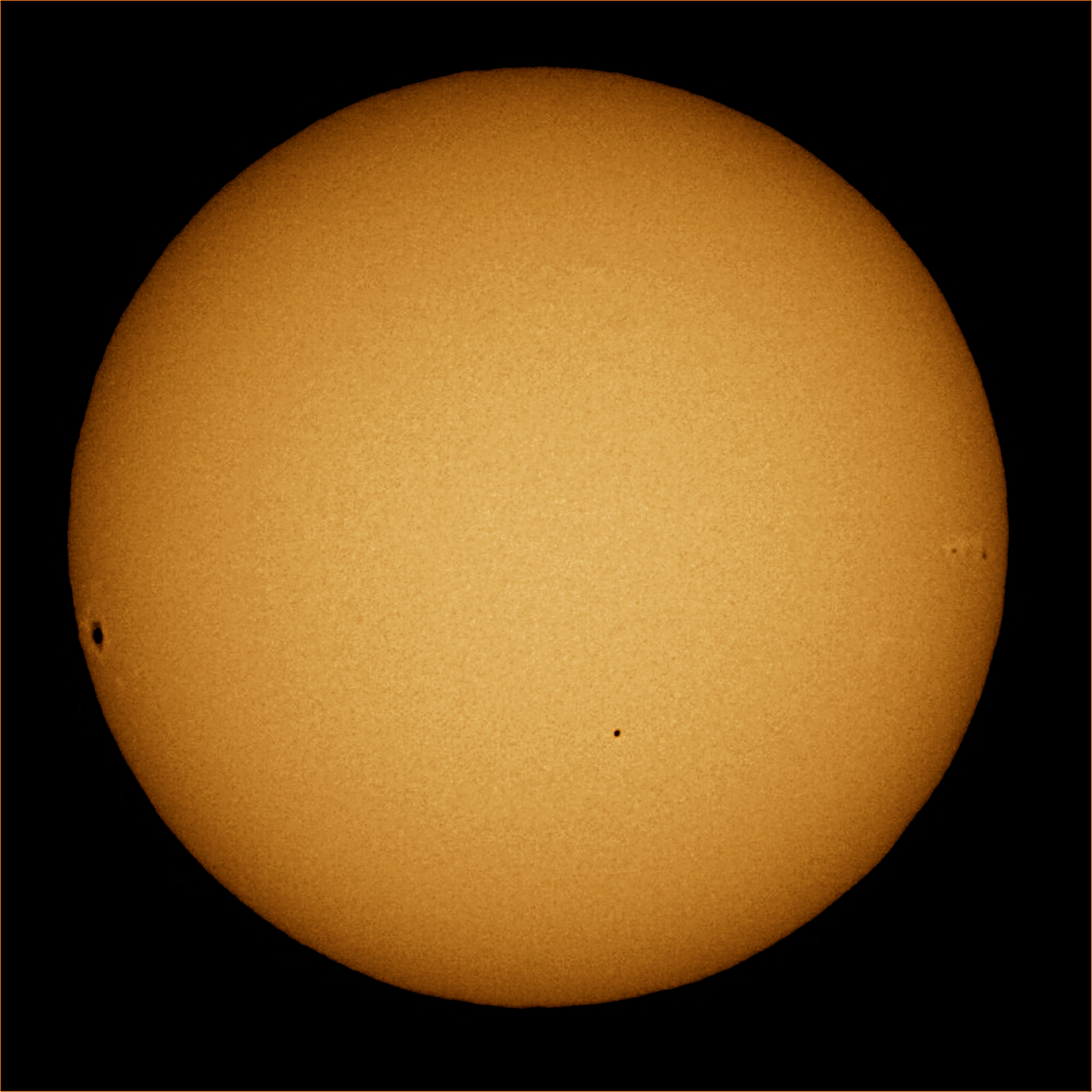
Mercúrio aparece na forma de um ponto relativamente próximo ao centro do disco solar, em 8 de novembro de 2006.

Trânsito de Mercúrio é a passagem do planeta Mercúrio entre o Sol e a Terra. No fenômeno, Mercúrio é visto como um pequeno ponto escuro movendo-se pelo disco solar.
Os trânsitos de Mercúrio com relação à Terra são muito mais frequentes que os trânsitos de Vênus, ocorrendo cerca de 13 ou 14 vezes a cada século, sempre nos meses de maio ou novembro. Uma das razões para esta frequência maior é o fato que o período da órbita de Mercúrio é mais curto que o de Vênus.
O primeiro trânsito de Mercúrio observado por cientistas, em 7 de novembro de 1631, foi previsto por Kepler em 1627. Ele faleceu em 1630, um ano antes de ver sua previsão confirmada. Os três últimos trânsitos de Mercúrio ocorreram em  2003, 2006 e 2016.

## Ocorrência de trânsitos
Os trânsitos de Mercúrio podem acontecer em maio ou novembro, sendo que os trânsitos de novembro têm o dobro da frequência dos de maio. Atualmente eles ocorrem dentro de um período de poucos dias próximos a 8 de maio e 10 de novembro. O intervalo entre um trânsito de novembro e o próximo trânsito em novembro pode ser de 7, 13 ou 33 anos, enquanto o intervalo entre dois trânsitos em maio pode ser de 13 ou 33 anos.
Os trânsitos de maio são menos frequentes que os de novembro porque durante um trânsito de maio, Mercúrio está próximo ao afélio, enquanto em novembro ele está próximo do periélio. Os trânsitos no periélio são mais frequentes devido a dois efeitos: primeiro, Mercúrio se move mais rápido na sua órbita ao periélio e pode atingir o nó do trânsito mais rapidamente, e em segundo, no periélio Mercúrio está mais próximo do Sol, e portanto, tem uma paralaxe menor.
Durante os trânsitos de maio, Mercúrio possui um diâmetro angular de 12" e eles ocorrem no nó descendente da órbita de Mercúrio. Durante os trânsitos de novembro, Mercúrio possui um diâmetro angular de 10" e estes trânsitos ocorrem no nó ascendente.
Os trânsitos de Mercúrio estão gradualmente se deslocando para o fim do ano; antes de 1585 eles aconteciam em abril e outubro.

## Trânsitos tangentes
Algumas vezes Mercúrio parece apenas tocar o Sol durante o trânsito. Neste caso é possível que em algumas áreas da Terra seja visto um trânsito completo enquanto que em outras seja visto apenas um trânsito parcial (sem um segundo ou terceiro contato). O trânsito de 15 de novembro de 1999 foi um trânsito deste tipo, e o anterior a ele ocorreu em 28 de outubro de 743. O próximo trânsito deste tipo vai ocorrer em 11 de maio de 2391.
Também é possível que um trânsito de Mercúrio seja visto em algumas partes do mundo como um trânsito parcial enquanto que em outras partes ele simplesmente não transite na frente do Sol. O último destes trânsitos ocorreu em 11 de maio de 1937, e o anterior a ele em 21 de outubro de 1342. O próximo deste tipo vai ocorrer em 13 de maio de 2608.

## Trânsitos passados e futuros
A primeira observação de um trânsito de Mercúrio ocorreu em 7 de novembro de 1631, por Pierre Gassendi. Entretanto, Kepler havia predito a ocorrência de trânsitos de Mercúrio e Vênus algum tempo antes. Ele tentou observar o trânsito de Vênus um mês mais tarde, mas devido a um erro nas tábuas astronômicas, ele não percebeu que o trânsito não seria visível na maior parte da Europa, incluindo Paris. Um trânsito de Vênus só foi observado em 1639, por Jeremiah Horrocks.
| Trânsitos de Mercúrio | Trânsitos de Mercúrio | Trânsitos de Mercúrio | Trânsitos de Mercúrio | Trânsitos de Mercúrio | Trânsitos de Mercúrio |
| Data do meio-trânsito | Hora (UTC)            | Hora (UTC)            | Hora (UTC)            | Observações |                       |
| Data do meio-trânsito | Início                | Meio                  | Fim                   | Observações |                       |
| --------------------- | --------------------- | --------------------- | --------------------- | --- | --------------------- |
| 1631 Nov 7            |                       |                       |                       | Observado por Pierre Gassendi. |                       |
| 1651 Nov 3            |                       |                       |                       | Observado por Jeremy Shakerly em Surat, relatado em uma carta a Henry Osbourne, em janeiro de 1652, acredita-se que ele morreu na Índia, em 1655.                                                       |                       |
| 1661 Mai 3            |                       |                       |                       | Ocorreu no dia da coroação do Rei Carlos II da Inglaterra. Observado por Christiaan Huygens em Londres.                                                                                                 |                       |
| 1677 Nov 7            |                       |                       |                       | Observado por Edmund Halley em St Helena, Richard Towneley em Lancashire, Jean Charles Gallet em Avinhão; conforme relatado em uma carta de John Flamsteed para Johannes Hevelius em 23 de maio de 1678 |                       |
| 1743 Nov 5            |                       |                       |                       | Observação científica coordenada foi organizada mundialmente por Joseph-Nicolas Delisle. |                       |
| 1753 Mai 6            |                       |                       |                       | |                       |
| 1769 Nov 9            |                       |                       | 23:09                 | Observado por Charles Green e James Cook em Mercury Bay na Nova Zelândia. Foi notado que Mercúrio tinha pouca ou nenhuma atmosfera.                                                                     |                       |
| 1802 Nov 9            | 06:16                 | 08:58                 | 11:41                 | |                       |
| 1815 Nov 12           | 00:20                 | 02:33                 | 04:46                 | |                       |
| 1822 Nov 5            | 01:04                 | 02:25                 | 03:45                 | |                       |
| 1832 Mai 5            | 09:04                 | 12:25                 | 15:47                 | |                       |
| 1835 Nov 7            | 17:35                 | 20:08                 | 22:41                 | |                       |
| 1845 Mai 8            | 16:24                 | 19:37                 | 22:49                 | |                       |
| 1848 Nov 9            | 11:07                 | 13:48                 | 16:28                 | |                       |
| 1861 Nov 12           | 05:21                 | 07:19                 | 09:18                 | |                       |
| 1868 Nov 5            | 05:28                 | 07:14                 | 09:00                 | |                       |
| 1878 Mai 6            | 15:16                 | 19:00                 | 22:44                 | |                       |
| 1881 Nov 7            | 22:19                 | 00:57                 | 03:36                 | |                       |
| 1891 Mai 9            | 23:57                 | 02:22                 | 04:47                 | |                       |
| 1894 Nov 10           | 15:58                 | 18:35                 | 21:11                 | |                       |
| 1907 Nov 14           | 10:24                 | 12:07                 | 13:50                 | |                       |
| 1914 Nov 7            | 09:57                 | 12:03                 | 14:09                 | |                       |
| 1924 Mai 8            | 21:44                 | 01:41                 | 05:38                 | |                       |
| 1927 Nov 10           | 03:02                 | 05:46                 | 08:29                 | |                       |
| 1937 Mai 11           | 08:53                 | 08:59                 | 09:06                 | Visível apenas como um trânsito parcial na África do Sul, sul da Arábia, sul da Ásia e oeste da Austrália.                                                                                              |                       |
| 1940 Nov 11           | 20:49                 | 23:21                 | 01:53                 | |                       |
| 1953 Nov 14           | 15:37                 | 16:54                 | 18:11                 | |                       |
| 1957 Mai 6            | 23:59                 | 01:14                 | 02:30                 | |                       |
| 1960 Nov 7            | 14:34                 | 16:53                 | 19:12                 | [ 6 ] |                       |
| 1970 Mai 9            | 04:19                 | 08:16                 | 12:13                 | [ 7 ] |                       |
| 1973 Nov 10           | 07:47                 | 10:32                 | 13:17                 | [ 8 ] |                       |
| 1986 Nov 13           | 01:43                 | 04:07                 | 06:31                 | [ 9 ] |                       |
| 1993 Nov 6            | 03:06                 | 03:57                 | 04:47                 | [ 10 ] |                       |
| 1999 Nov 15           | 21:15                 | 21:41                 | 22:07                 | Trânsito parcial na Austrália, Antártica, e a ilha sul da Nova Zelândia |                       |
| 2003 Mai 7            | 05:13                 | 07:52                 | 10:32                 | [ 12 ] |                       |
| 2006 Nov 8            | 19:12                 | 21:41                 | 00:10                 | [ 13 ] |                       |
| 2016 Mai 9            | 11:12                 | 14:57                 | 18:42                 | Trânsito total em América do Sul, no leste da América do Norte e na Europa Ocidental; trânsito parcial em todo resto do mundo exceto Austrália e Ásia Oriental                                          |                       |
| 2019 Nov 11           | 12:35                 | 15:20                 | 18:04                 | |                       |

| Trânsitos de Mercúrio | Trânsitos de Mercúrio | Trânsitos de Mercúrio | Trânsitos de Mercúrio | Trânsitos de Mercúrio | Trânsitos de Mercúrio |
| Data do meio-trânsito | Hora (UTC)            | Hora (UTC)            | Hora (UTC)            | Notas                 |                       |
| Data do meio-trânsito | Inicio                | Meio                  | Fim                   | Notas                 |                       |
| --------------------- | --------------------- | --------------------- | --------------------- | --------------------- | --------------------- |
| 2032 Nov 13           | 06:41                 | 08:54                 | 11:07                 |                       |                       |
| 2039 Nov 7            | 07:17                 | 08:46                 | 10:15                 |                       |                       |
| 2049 Mai 7            | 11:03                 | 14:24                 | 17:44                 |                       |                       |
| 2052 Nov 9            | 23:53                 | 02:29                 | 05:06                 |                       |                       |
| 2062 Mai 10           | 18:16                 | 21:36                 | 00:57                 |                       |                       |
| 2065 Nov 11           | 17:24                 | 20:06                 | 22:48                 |                       |                       |
| 2078 Nov 14           | 11:42                 | 13:41                 | 15:39                 |                       |                       |
| 2085 Nov 7            | 11:42                 | 13:34                 | 15:26                 |                       |                       |
| 2095 Mai 8            | 17:20                 | 21:05                 | 00:50                 |                       |                       |
| 2098 Nov 10           | 04:35                 | 07:16                 | 09:57                 |                       |                       |
| 2108 Mai 12           | 01:40                 | 04:16                 | 06:52                 |                       |                       |